# Académie de la langue guarani
L’Académie de la langue guarani (Avañe’ẽ Rerekuapavẽ ou Guarani Ñe’ẽ Rerekuapavẽ en guarani et Academia de la Lengua Guaraní en espagnol) est une institution paraguayenne chargée de la normalisation et standardisation la langue guarani. Elle est créée en 2010.